# Diecezja Bandżul
Diecezja Bandżul (łac. Dioecesis Baniulensis, ang. Diocese of Banjul) – rzymskokatolicka diecezja ze stolicą w Bandżulu, w Gambii. Diecezja jest jedyną w Gambii, pokrywającą się terytorialnie z tym państwem. Podlega ona bezpośrednio Stolicy Apostolskiej (nie wchodzi w skład żadnej metropolii). W Gambii dominuje islam. Katolicyzm jest największym liczebnie wyznaniem chrześcijańskim w tym państwie. W 2020 diecezja liczyła 59 700 wiernych, co stanowi ok. 2,5% ludności państwa.
Diecezja prowadzi Gambijski Instytut Duszpasterstwa w Bandżulu, Seminarium Pielęgniarskie św. Franciszka Ksawerego w Brikamie oraz Niższe Seminarium Duchowne św. Piotra Ap. w Lamin.

## Historia
Pierwsza misja katolicka na terytorium Gambii została założona 18 stycznia 1848, po przybyciu do Bandżulu oo. Ronarh'ca i Warlopa ze zgromadzenia duchaczy. Równo rok później ustanawiają oni formalną Misję Najświętszej Marii Panny w Gambii. 6 maja 1931 powstała misja sui iuris w Gambii, poprzez wydzielenie z wikariatu apostolskiego Senegambii. 8 marca 1951 została przekształcona w prefekturę apostolską w Bathurst w Gambii (Bathurst to dawna nazwa Bandżulu obowiązująca do 1973). Została ona podniesiona do rangi diecezji 24 czerwca 1957. W związku ze zmianą nazwy siedziby diecezji 9 maja 1974, przybrała ona obecną nazwę.

## Organizacja
Na terenie diecezji pracuje 34 kapłanów, w tym 20 prezbiterów diecezjalnych i 14 zakonnych. W jej obszarze pracuje również 28 zakonników i 61 siostry zakonne (stan na 2018). Diecezja składa się z 20 parafii, bezpośrednio podlegających kurii biskupiej:
- Bakau - parafia pw. NMP Gwiazdy Morza,
- Bakoteh - parafia pw. św. Kizito,
- Bandżul:
  - parafia katedralna pw. MB Wniebowziętej,
  - parafia pw. Ducha Świętego,
- Bansang - parafia pw. Najświętszego Serca Jezusowego,
- Bassse - parafia pw. św. Józefa,
- Brikama - parafia pw. Zmartwychwstania Pańskiego,
- Brusubi - parafia pw. Świętego Krzyża,
- Bwiam - parafia pw. MB Fatimskiej,
- Darsilami - parafia pw. Chrystusa Króla,
- Fajikunda - parafia pw. św. Karola Lwanga,
- Farafenni - parafia pw. św. Jana Chrzciciela,
- Kanifing:
  - parafia pw. św. Teresy,
  - parafia pw. Najświętszego Sakramentu,
- Kartong - parafia pw. św. Marcina,
- Kololi - parafia pw. św. Antoniego,
- Kunkujang - parafia pw. św. Franciszka,
- Lamin - parafia pw. św. Piotra,
- Ngongon - parafia pw. św. Michała Archanioła
- Soma - parafia pw. NMP Matki Boga.

## Główne świątynie
- Katedra: Katedra Matki Bożej Wniebowziętej w Bandżulu

## Ordynariusze
Wszyscy ordynariusze do 2017 byli irlandzkimi misjonarzami. Bp Mendy jest Gambijczykiem.
- Giovanni Meehan CSSp (16 października 1931 – 1946 zmarł)[2]
- Matthew Farrelly CSSp (7 czerwca 1946 – 1951 zrezygnował)[2]
- Michael Joseph Moloney CSSp (1951 – 14 listopada 1980 zrezygnował)
- Michael Cleary CSSp (24 stycznia 1981 – 25 lutego 2006 przeszedł w stan spoczynku)
- Robert Patrick Ellison CSSp (25 lutego 2006 – 30 listopada 2017)
- Gabriel Mendy CSSp (od 30 listopada 2017)